# Haus Alams
Das Haus Alams (persisch خانه اعلم, IPA: xɑnɛ jɛ ælæm) ist ein historisches Haus in der iranischen Stadt Isfahan, errichtet im 18. Jahrhundert von einem Adligen aus der Kadscharen-Dynastie. Es wurde zunächst als Geschäftssitz genutzt, jedoch schon bald in ein Gästehaus umgewandelt.
Der Eingangsbereich (haschti) befindet sich an der Südseite. Von dort gelangt man durch einen länglichen Korridor (rahro), der als Speisezimmer diente, in einen Innenhof mit einem Brunnen und Gartenanlagen, um den sich die Wohngebäude gruppieren. Am reichsten ausgeschmückt ist die nördlich des Hofes gelegene große Empfangshalle. Vor ihr befindet sich eine Säulenveranda mit sieben Schiebefenstern. Sie wurde mit Stuckarbeiten und Spiegelverzierung dekoriert. Große, mit Marketerien verzierte Türen führen von der Empfangshalle in angrenzende Räumlichkeiten. Die östlich und westlich gelegenen Gebäude sind identisch geplant und aufgebaut. Auch hier finden sich große Hallen, von denen man in die kleineren Gemächer gelangt. Alle Teile des Hauses wurden meisterhaft mit Ziegeln, Keramikfliesen und Stuck dekoriert und vergoldet, die Fenster sind vielfach farbig bemalt. Das klare Wasser des in der Mitte des Hofes gelegenen Houzes reflektiert die Schönheit des Hauses.
Im Rahmen eines 1990 ins Leben gerufenen Restaurationsprogramms wurde das Gebäude bis 2001 instand gesetzt. Diese umfangreichen Bemühungen zum Erhalt des historischen Erbes von Isfahan wurden 2001 mit dem Aga Khan Award for Architecture gewürdigt.